# Grand Prix Formule 1 van Abu Dhabi 2014
De Grand Prix Formule 1 van Abu Dhabi 2014 werd gehouden op 23 november 2014 op het Yas Marina Circuit. Het was de negentiende en laatste race van het kampioenschap.

## Wedstrijdverslag

### Achtergrond

#### Dubbele punten
Voorafgaand aan het seizoen maakte de FIA bekend dat in 2014 tijdens de laatste race van het seizoen dubbele punten worden uitgereikt, om hierdoor het kampioenschap langer spannend te houden. Hierdoor zal de winnaar in plaats van 25 punten, 50 punten krijgen. Ook de punten voor de posities 2 tot en met 10 worden verdubbeld. Dit geldt voor zowel het coureurs- als het constructeurskampioenschap.

#### Veranderingen teams
De teams Caterham en Marussia werden voorafgaand aan de Grand Prix van de Verenigde Staten onder curatele gesteld. Deze teams hebben toestemming gekregen om die race en de Grand Prix van Brazilië te mogen missen. Beide teams hadden voorafgaand aan deze Grand Prix de instelling om mee te rijden in Abu Dhabi.
Caterham lanceerde voor hun deelname aan de race een crowdfundingproject, waarvoor zij 2,3 miljoen Britse ponden nodig hadden. In de week voorafgaand aan de race maakte het team bekend dat het zal rijden in de laatste race van het seizoen. Hun vaste coureur Kamui Kobayashi bestuurt de eerste auto van het team. Tweede coureur Marcus Ericsson heeft voorafgaand aan het raceweekend zijn contract met het team ingeleverd, waarna hij vervangen werd door testrijder Will Stevens.
Ook Marussia had de intentie om mee te rijden in Abu Dhabi. De woensdag voor de race werd bekend dat het team hard aan het werk was om de auto's op het circuit te kunnen krijgen. Deze poging is mislukt, waardoor het team niet aan de start kon verschijnen.

#### DRS-systeem
Voor het DRS-systeem werden, net als in 2013, twee detectiepunten gebruikt voor twee DRS-zones. Het detectiepunt voor de eerste zone lag voor bocht 7, waarna op het rechte stuk na deze bocht het systeem mocht worden gebruikt. Het tweede detectiepunt lag na bocht 9, waarna tussen de bochten 10 en 11 het systeem mocht worden gebruikt. Wanneer een coureur bij deze detectiepunten binnen een seconde achter een andere coureur reed, mocht hij zijn achtervleugel open zetten.

### Kwalificatie
Nico Rosberg behaalde zijn elfde pole position van het seizoen, voor zijn Mercedes-teamgenoot Lewis Hamilton. Het Williams-duo Valtteri Bottas en Felipe Massa start de race vanaf de tweede rij, voor de Red Bulls van Daniel Ricciardo en Sebastian Vettel. De zevende plaats was voor de sterk gekwalificeerde Daniil Kvjat van Toro Rosso, die de McLaren van Jenson Button achter zich hield. De laatste plaatsen in de top 10 waren voor de Ferrari's van Kimi Räikkönen en Fernando Alonso, die in zijn laatste kwalificatieronde een fout maakte en hierdoor een bocht miste, waardoor hij zijn tijd niet kon verbeteren.
Lotus-coureur Romain Grosjean kreeg een gridstraf omdat hij enkele onderdelen van zijn motor moest vervangen, namelijk de interne verbrandingsmotor, turbolader en MGU-H. Het was de zesde keer in het seizoen dat hij dit moest doen, waar het slechts vijf keer is toegestaan. Hiervoor zou hij oorspronkelijk twintig startplaatsen straf krijgen. Dit is niet mogelijk omdat er slechts 20 auto's deelnemen. De FIA heeft besloten om Grosjean achteraan te laten starten en de resterende strafplaatsen om te zetten in een alternatieve straf. Aangezien hij meer dan tien plaatsen tekortkwam, moet hij tijdens de race een drive-through penalty nemen.
Na afloop van de kwalificatie werden de Red Bull-coureurs Ricciardo en Vettel bestraft omdat hun voorvleugel te buigzaam was. Aangezien dit niet toegestaan is, moesten zij oorspronkelijk allebei vanaf de laatste startrij vertrekken. Bij beide coureurs werd hun voorvleugel echter vervangen, waardoor zij uit de pitstraat moesten starten.

### Race
In de laatste race werd uitgemaakt wie de wereldkampioen van 2014 zou worden. Lewis Hamilton stond voorafgaand aan de race 17 punten voor in het kampioenschap op Nico Rosberg. Aangezien bij deze race dubbele punten werden uitgedeeld had Rosberg nog een kans op het kampioenschap, alle andere rijders hadden een te grote achterstand op de twee Mercedes-rijders.
Lewis Hamilton won de race en werd de Formule 1-wereldkampioen van 2014. Teamgenoot en concurrent Nico Rosberg kreeg tijdens de race technische problemen, waardoor hij ver terugviel en de race uiteindelijk als veertiende finishte. Felipe Massa liep in de laatste ronden in op Hamilton, maar moest genoegen nemen met de tweede plaats, voor teamgenoot Valtteri Bottas. Daniel Ricciardo wist, ondanks dat hij vanuit de pitstraat moest starten, als vierde te eindigen. Jenson Button eindigde de race als vijfde en hield de Force India van Nico Hülkenberg nipt achter zich. Diens teamgenoot Sergio Pérez eindigde de race als zevende, vlak voor Sebastian Vettel. De Ferrari's van Fernando Alonso en Kimi Räikkönen sloten de top 10 af.

## Vrije trainingen
- Er wordt enkel de top 5 weergegeven.

| Vrije training 1 | Pos | No | Coureur          | Constructeur      | Tijd     |
| ---------------- | --- | -- | ---------------- | ----------------- | -------- |
| Vrije training 1 | 1   | 44 | Lewis Hamilton   | Mercedes          | 1:43.476 |
| Vrije training 1 | 2   | 6  | Nico Rosberg     | Mercedes          | 1:43.609 |
| Vrije training 1 | 3   | 14 | Fernando Alonso  | Ferrari           | 1:45.184 |
| Vrije training 1 | 4   | 1  | Sebastian Vettel | Red Bull-Renault  | 1:45.334 |
| Vrije training 1 | 5   | 3  | Daniel Ricciardo | Red Bull-Renault  | 1:45.361 |
| Vrije training 2 | Pos | No | Coureur          | Constructeur      | Tijd     |
| Vrije training 2 | 1   | 44 | Lewis Hamilton   | Mercedes          | 1:42.113 |
| Vrije training 2 | 2   | 6  | Nico Rosberg     | Mercedes          | 1:42.196 |
| Vrije training 2 | 3   | 20 | Kevin Magnussen  | McLaren-Mercedes  | 1:42.895 |
| Vrije training 2 | 4   | 1  | Sebastian Vettel | Red Bull-Renault  | 1:42.959 |
| Vrije training 2 | 5   | 77 | Valtteri Bottas  | Williams-Mercedes | 1:43.070 |
| Vrije training 3 | Pos | No | Coureur          | Constructeur      | Tijd     |
| Vrije training 3 | 1   | 6  | Nico Rosberg     | Mercedes          | 1:41.424 |
| Vrije training 3 | 2   | 44 | Lewis Hamilton   | Mercedes          | 1:41.793 |
| Vrije training 3 | 3   | 19 | Felipe Massa     | Williams-Mercedes | 1:42.429 |
| Vrije training 3 | 4   | 14 | Fernando Alonso  | Ferrari           | 1:42.653 |
| Vrije training 3 | 5   | 1  | Sebastian Vettel | Red Bull-Renault  | 1:42.679 |

Testcoureurs:
 Esteban Ocon (Lotus-Renault, P16)
 Adderly Fong (Sauber-Ferrari, P19)

## Kwalificatie
| Pos                 | No | Coureur           | Constructeur         | Q1       | Q2       | Q3       | Grid |
| ------------------- | -- | ----------------- | -------------------- | -------- | -------- | -------- | ---- |
| 1                   | 6  | Nico Rosberg      | Mercedes             | 1:41.308 | 1:41.459 | 1:40.480 | 1    |
| 2                   | 44 | Lewis Hamilton    | Mercedes             | 1:41.207 | 1:40.920 | 1:40.866 | 2    |
| 3                   | 77 | Valtteri Bottas   | Williams-Mercedes    | 1:42.346 | 1:41.376 | 1:41.025 | 3    |
| 4                   | 19 | Felipe Massa      | Williams-Mercedes    | 1:41.475 | 1:41.144 | 1:41.119 | 4    |
| 5                   | 3  | Daniel Ricciardo  | Red Bull-Renault     | 1:42.204 | 1:41.692 | 1:41.267 | Pit  |
| 6                   | 1  | Sebastian Vettel  | Red Bull-Renault     | 1:42.495 | 1:42.147 | 1:41.893 | Pit  |
| 7                   | 26 | Daniil Kvjat      | Toro Rosso-Renault   | 1:42.302 | 1:42.082 | 1:41.908 | 5    |
| 8                   | 22 | Jenson Button     | McLaren-Mercedes     | 1:42.137 | 1:41.875 | 1:41.964 | 6    |
| 9                   | 7  | Kimi Räikkönen    | Ferrari              | 1:42.439 | 1:42.168 | 1:42.236 | 7    |
| 10                  | 14 | Fernando Alonso   | Ferrari              | 1:42.467 | 1:41.940 | 1:42.866 | 8    |
| 11                  | 20 | Kevin Magnussen   | McLaren-Mercedes     | 1:42.104 | 1:42.198 |          | 9    |
| 12                  | 25 | Jean-Éric Vergne  | Toro Rosso-Renault   | 1:42.413 | 1:42.207 |          | 10   |
| 13                  | 11 | Sergio Pérez      | Force India-Mercedes | 1:42:654 | 1:42:239 |          | 11   |
| 14                  | 27 | Nico Hülkenberg   | Force India-Mercedes | 1:42:444 | 1:42.384 |          | 12   |
| 15                  | 99 | Adrian Sutil      | Sauber-Ferrari       | 1:42.746 | 1:43.074 |          | 13   |
| 16                  | 8  | Romain Grosjean   | Lotus-Renault        | 1:42.768 |          |          | 18   |
| 17                  | 21 | Esteban Gutiérrez | Sauber-Ferrari       | 1:42.819 |          |          | 14   |
| 18                  | 13 | Pastor Maldonado  | Lotus-Renault        | 1:42.860 |          |          | 15   |
| 19                  | 10 | Kamui Kobayashi   | Caterham-Renault     | 1:44.540 |          |          | 16   |
| 20                  | 46 | Will Stevens      | Caterham-Renault     | 1:45.095 |          |          | 17   |
| 107% tijd: 1:48.291 |    |                   |                      |          |          |          |      |

## Race
| Pos | No | Coureur           | Constructeur         | Rondes | Tijd/Oorzaak uitval | Grid | Punten |
| --- | -- | ----------------- | -------------------- | ------ | ------------------- | ---- | ------ |
| 1   | 44 | Lewis Hamilton    | Mercedes             | 55     | 1:39:02.619         | 2    | 50     |
| 2   | 19 | Felipe Massa      | Williams-Mercedes    | 55     | +2.576              | 4    | 36     |
| 3   | 77 | Valtteri Bottas   | Williams-Mercedes    | 55     | +28.880             | 3    | 30     |
| 4   | 3  | Daniel Ricciardo  | Red Bull-Renault     | 55     | +37.237             | Pit  | 24     |
| 5   | 22 | Jenson Button     | McLaren-Mercedes     | 55     | +1:00.334           | 6    | 20     |
| 6   | 27 | Nico Hülkenberg   | Force India-Mercedes | 55     | +1:02.148           | 12   | 16     |
| 7   | 11 | Sergio Pérez      | Force India-Mercedes | 55     | +1:11.060           | 11   | 12     |
| 8   | 1  | Sebastian Vettel  | Red Bull-Renault     | 55     | +1:12.045           | Pit  | 8      |
| 9   | 14 | Fernando Alonso   | Ferrari              | 55     | +1:25.813           | 8    | 4      |
| 10  | 7  | Kimi Räikkönen    | Ferrari              | 55     | +1:27.820           | 7    | 2      |
| 11  | 20 | Kevin Magnussen   | McLaren-Mercedes     | 55     | +1:30.376           | 9    |        |
| 12  | 25 | Jean-Éric Vergne  | Toro Rosso-Renault   | 55     | +1:31.947           | 10   |        |
| 13  | 8  | Romain Grosjean   | Lotus-Renault        | 54     | +1 ronde            | 18   |        |
| 14  | 6  | Nico Rosberg      | Mercedes             | 54     | +1 ronde            | 1    |        |
| 15  | 21 | Esteban Gutiérrez | Sauber-Ferrari       | 54     | +1 ronde            | 14   |        |
| 16  | 99 | Adrian Sutil      | Sauber-Ferrari       | 54     | +1 ronde            | 13   |        |
| 17  | 46 | Will Stevens      | Caterham-Renault     | 54     | +1 ronde            | 17   |        |
| DNF | 10 | Kamui Kobayashi   | Caterham-Renault     | 42     | Vibraties           | 16   |        |
| DNF | 13 | Pastor Maldonado  | Lotus-Renault        | 26     | Motor               | 15   |        |
| DNF | 26 | Daniil Kvjat      | Toro Rosso-Renault   | 14     | Motor               | 5    |        |

## Eindstanden na de Grand Prix

### Coureurs
| Positie | Nummer | Rijder           | Team              | Punten |
| ------- | ------ | ---------------- | ----------------- | ------ |
| 1       | 44     | Lewis Hamilton   | Mercedes          | 384    |
| 2       | 6      | Nico Rosberg     | Mercedes          | 317    |
| 3       | 3      | Daniel Ricciardo | Red Bull-Renault  | 238    |
| 4       | 77     | Valtteri Bottas  | Williams-Mercedes | 186    |
| 5       | 1      | Sebastian Vettel | Red Bull-Renault  | 167    |

### Constructeurs
| Positie | Nummers | Team              | Rijders                           | Punten |
| ------- | ------- | ----------------- | --------------------------------- | ------ |
| 1       | 6 44    | Mercedes          | Nico Rosberg Lewis Hamilton       | 701    |
| 2       | 1 3     | Red Bull-Renault  | Sebastian Vettel Daniel Ricciardo | 405    |
| 3       | 19 77   | Williams-Mercedes | Felipe Massa Valtteri Bottas      | 320    |
| 4       | 7 14    | Ferrari           | Fernando Alonso Kimi Räikkönen    | 216    |
| 5       | 20 22   | McLaren-Mercedes  | Kevin Magnussen Jenson Button     | 181    |